# All Day and All of the Night
"All Day and All of the Night" es una canción de la banda británica The Kinks escrita por Ray Davies. Esta canción posee una estructura muy parecida al del anterior éxito de la banda "You Really Got Me", aunque "All Day and All of the Night" es más compleja en cuanto al riff y el solo de guitarra. Se publicó el año 1964 y alcanzó el puesto n.º 2 en UK Singles Chart y el n.º 7 en los Estados Unidos. 
Ray Davies demandó a la banda californiana The Doors por la canción "Hello, I Love You", la cual tiene un riff muy parecido. Finalmente la demanda fue ganada por The Kinks.

## Versiones
En 2011 la banda alemana de Hard Rock Scorpions hizo una versión de la canción para su álbum "Comeblack".
la banda de NWOBHM Praying Mantis haría su versión para su album debut Time Tells No Lies (1981).

## Apariciones
La canción aparece en el videojuego Guitar Hero: Aerosmith.
También aparece en el videojuego Battlefield Vietnam, en el mapa "Camboian Incursion", mientras se carga la partida podemos oírla como fondo pero al iniciar la partida ya no se puede oír.
- Datos: Q388933